# کرتینسکا
کرتینسکا (به صربی: Krtinska) یک منطقهٔ مسکونی در صربستان است که در اوبرنوواتس واقع شده‌است. کرتینسکا ۲۴٫۱۴ کیلومتر مربع مساحت و ۱٬۰۸۵ نفر جمعیت دارد و ۶۶ متر بالاتر از سطح دریا واقع شده‌است.